# Sebastian Pollinger (Bischof)
Sebastian Pollinger (auch Sebastian Bollinger; * in Burghausen; † 8. Juli 1590 in Brixen) war von 1584 bis 1590 Weihbischof in Würzburg. Daneben hatte er von 1587 bis 1589 das Amt des Rektors der Universität Würzburg inne.

## Leben

### Frühe Jahre (bis 1583)
Sebastian Pollinger wurde wohl in der ersten Hälfte des 16. Jahrhunderts in Burghausen im heutigen Oberbayern geboren. Die Stadt war damals Sitz eines von vier Rentämtern des herzoglichen Bayerns. Über die Familie und Jugend des späteren Weihbischofs ist nichts bekannt, gesichert ist, dass Pollinger sich nach seiner schulischen Ausbildung zunächst an der Universität Straßburg einschrieb. Am 3. Dezember 1573 wechselte er an die Universität Dillingen, wo er allerdings nur wenige Tage Student blieb. Die Gründe für diese häufigen Studienwechsel sind unbekannt.
Mit seiner Immatrikulation in Ingolstadt begann am 14. Dezember 1573 die längste Station des jungen Pollinger. Zunächst besuchte er Kurse in den Künsten, ehe er ein Theologiestudium absolvierte. Pollinger kam wohl aus ärmeren Verhältnissen und musste ein Stipendium in Anspruch nehmen. Am 20. Mai 1575 erhielt er die sogenannte Schwebmair’sche Pfründe. Inzwischen war Sebastian Pollinger innerhalb des Ingolstädter Priesterseminars aufgestiegen und wurde, noch als Student, bereits zum Vizeregens des Seminars ernannt.
Ein Jahr später, 1576, hatte er als Priester das Liebfrauenbenefizium der Stadtpfarrkirche St. Moritz in Ingolstadt inne und hielt hier die sogenannte Murrmesse. Zwei Jahre später wurde Pollinger mit dem Titel eines Magister artium beschrieben. Am 6. Mai 1579 schloss Sebastian Pollinger sein Studium in Ingolstadt mit einer Promotion zum Bakkalaureus wohl ab, später wurde er auch mit dem Titel eines Lizentiaten bezeichnet.
Er erhielt 1581 eine Seelsorgerstelle am Ingolstädter Liebfrauenmünster, der sogenannten Oberen Pfarr. Die Pfarrkirche war zugleich das Gotteshaus der Universität und damit ein wichtiges Aushängeschild der Stadt. Die meisten ihrer Pfarrer in Mittelalter und Früher Neuzeit waren deshalb auch Professoren an der örtlichen Theologiefakultät. Pollinger gelang es auch ohne diesen Titel an der renommierten Pfarrkirche zu predigen. Er bildete damit eine wichtige Schnittstelle zwischen Stadtgemeinde und Universität.

### Weihbischof in Würzburg (bis 1590)
Im Jahr 1583 ließ der Würzburger Universitätsrektor Veit Krebser über den Prokanzler der Ingolstädter Universität, Hunger, nach einem geeigneten Kandidaten für das Weihbischofsamt in Würzburg suchen. Hunger wählte den jungen Theologen Pollinger aus, der noch im gleichen Jahr seine Pfarrstelle aufgab. Als Versorgungsstelle in Würzburg wurde ihm zunächst eine Pfründe am Kollegiatstift Haug zugeteilt. In Würzburg stiegen die Weiheaufgaben durch die Gegenreformation des Bischofs Julius Echter rapide an.
Am 16. und 17. August 1584 wurde Sebastian Pollinger von Papst Gregor XIII. zum Titularbischof von Salona und zum Weihbischof in Würzburg ernannt. Bereits am 8. Dezember 1584 weihte ihn der Bamberger Weihbischof Johann Ertlin unter der Mitwirkung der Äbte Johannes IV. von Münsterschwarzach und Kilian von St. Stephan zum Bischof. Pollinger bezog als neue Wohnstätte das Würzburger Schottenkloster im linksmainischen Stadtgebiet und nahm hier auch die meisten Weihen vor.
Bereits am 22. Dezember übernahm Pollinger die ersten Personenweihen. Durch die gegenreformatorischen Bemühungen des Bischofs Julius Echter von Mespelbrunn wuchs die Zahl der Neupriester an und auch die Zahl der Weihen erlebte dadurch einen Anstieg. Anders aber als insbesondere seine Nachfolger im Amt des Weihbischofs nahm Sebastian Pollinger kaum Kirchenbenediktionen vor. Kurz vor seiner Ernennung war Pollinger als Kanoniker ins Stift Neumünster gekommen, erst 1587 erhielt er hier eine ganze Pfründe als Einkommen.
Julius Echter ernannte Pollinger 1587 auch zum Rector magnificus der neugegründeten Universität Würzburg. Er hatte dieses Amt insgesamt zwei Jahre lang inne. Gleichzeitig stieg er mit der Ernennung zum Geistlichen Rat in das oberste Führungsgremium des Hochstifts auf. Allerdings war Pollinger im Geistlichen Rat kaum aktiv, sondern nahm lediglich an den Sitzungen des Gremiums teil. Ähnlich wie bei seinem Vorgänger Antonius Rescius standen die Weiheaufgaben im Mittelpunkt seiner Tätigkeit.
Nichtsdestoweniger wurde Pollinger auch immer wieder für repräsentative Aufgaben außerhalb des Bistums ausgewählt. Zusammen mit seinem späteren Nachfolger Eucharius Sang überbrachte er im Jahr 1590 den Ad-limina-Bericht an den Papst. Auf dem Rückweg erkrankte der Weihbischof im Wallfahrtsort Loreto. Sebastian Pollinger erlag am 8. Juli 1590 in Brixen seiner Krankheit. Der Leichnam wurde nach Würzburg überführt und in der Neumünsterkirche bestattet. Der Testamentar Pollingers Johann Wilhelm Ganzhorn (Dekan von Neumünster und Universitätsrektor) ließ in der Kirche eine Ehreninschrift anbringen.